# Bandera de Belgrad
La bandera de Belgrad és l'escut de Belgrad sense blasó, ocupant tota la superfície de la bandera, que té la forma quadrada.
Està compost pels tres colors nacionals serbis: vermell, blau i blanc. El blau simbolitza l'esperança i la fe en un futur millor. El vermell del terra és un símbol del patiment del poble serbi en la lluita per la llibertat. Dues línies blanques horitzontals representen els rius Sava i Danubi, que són símbols de la força de Belgrad. "Beograd" és el nom serbi de "ciutat blanca", de manera que hi ha murs i torres blanques. Les muralles representen una ciutat mercant; les torres i la porta oberta representen un mercat obert. El vaixell, un trirem romà, és un símbol de l'antiguitat de la ciutat.